# Johann Baptist Divall

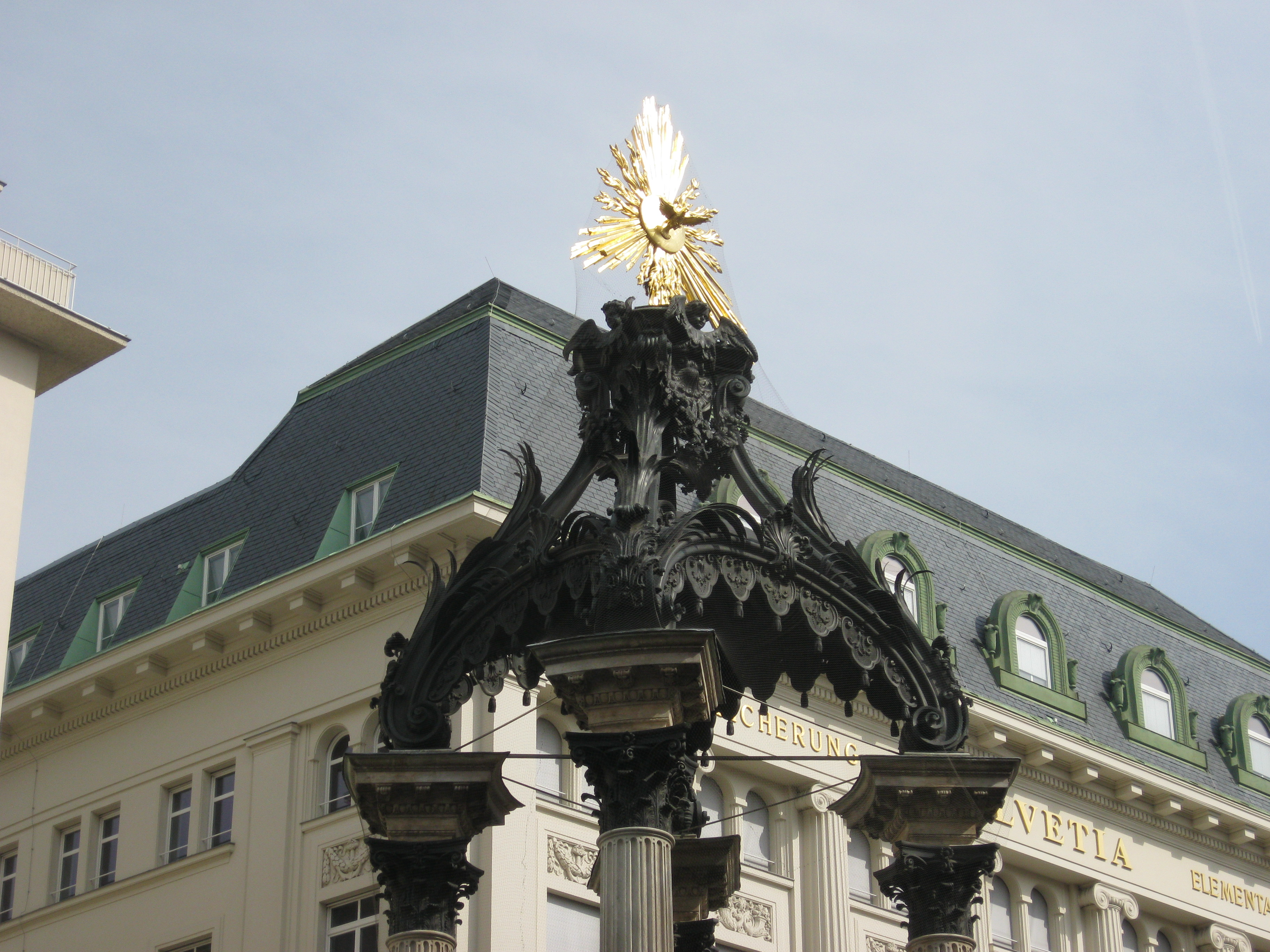
Baldachin des Vermählungsbrunnen

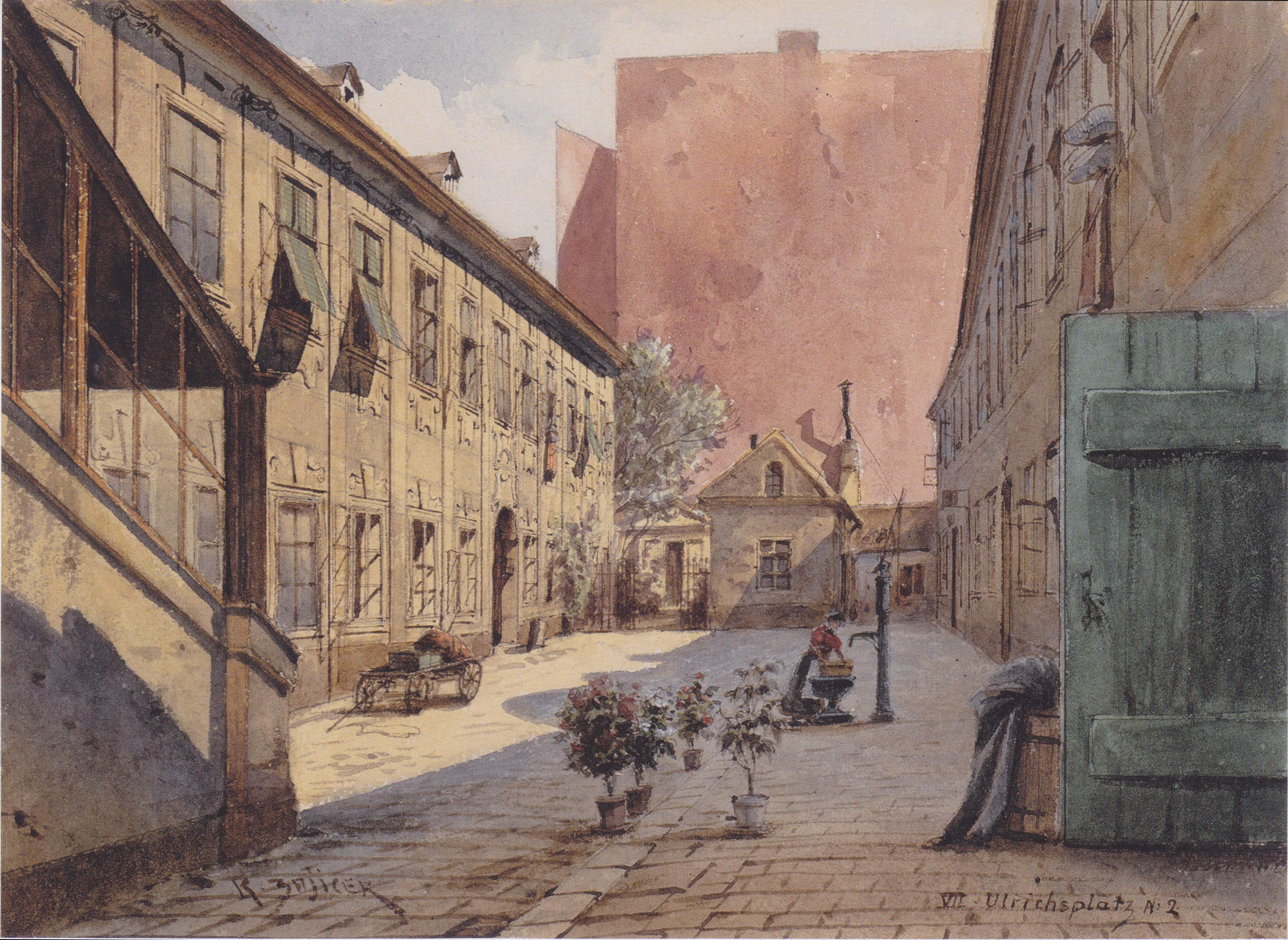
Wohnort Ulrichsplatz

Johann Baptist Divall, auch Johann Baptist Dival, (* 1672 in Sigilletto; † 22. November 1746 in Sankt Ulrich (Wien)) war ein Glockengießer. Er ist ab 1709 in Wien nachweisbar und wohnte „Bei den sechs Schimmeln“ – heute Ulrichsplatz 12, im 7. Gemeindebezirk Wiens.

## Werke
Seine Glocken sind heute noch in der Wiener Karlskirche, der Alserkirche, der Rochuskirche, in der Pfarrkirche Grinzing und in einigen Kirchen Niederösterreichs erhalten.
Berühmtheit erlangte er vor allem durch den Bronzebaldachin des Vermählungsbrunnens am Hoher Markt, den er nach den Entwürfen von Johann Bernhard Fischer von Erlach auf Basis des vormalig aufgestellten Holzmodells 1732 abgegossen hatte.
- Eine Glocke aus 1723 in der Pfarrkirche Zöbing.

## Nachkommen
Weitere Glocken mit dem Gießernamen "Divall" sind im bayrischen Raum zwischen 1786 und 1847 nachgewiesen und könnten in direkter Nachkommenschaft entstanden sein (siehe Diskussion).